# Histasp
Histasp (iz grškega starogrško Ὑστάσπης , Histaspes, perzijsko گشتاسب, Goštasb, staroperzijsko  Wištāspa, babilonsko Uštaspi, elamsko Mišdašba, kar pomeni divjak) je bil satrap Baktrije in morda Perzisa, * okoli  570 pr. n. št., † 495 pr. n. št.
Histasp je bil oče ahemenidskega kralja Dareja I. in Artabana, ki je bil zaupni svetovalec svojega brata Dareja in njegovega sina in naslednika Kserksa I. Kot Arsamov sin je bil član perzijske ahemenidske vladarske družine. Pod Kambizom II. in morda  Kirom II. je bil satrap Perzisa. Kira je spremljal na njegovem pohodu proti Masagetom in bil poslan nazaj v Perzijo, da bi pazil na  svojega najstarejšega sina Dareja, za katerega je sanjal, da ga bo izdal.  
Razen Dareja je imel še sinova  Artabana in Artana. Amian Marcelin je iz njega naredil poglavarja magov. Razen tega pripoveduje zgodbo, da je pod Brahmini študiral v Indiji. Njegovo ime se pojavlja na napisih v Perzepolisu.

## Vir
- Philip Smith (1870). Hystaspes. V  William Smith. Dictionary of Greek and Roman Biography and Mythology. 2. str. 545, ki je v javni domeni.